# Kolonialdistrikt Fiskenæsset

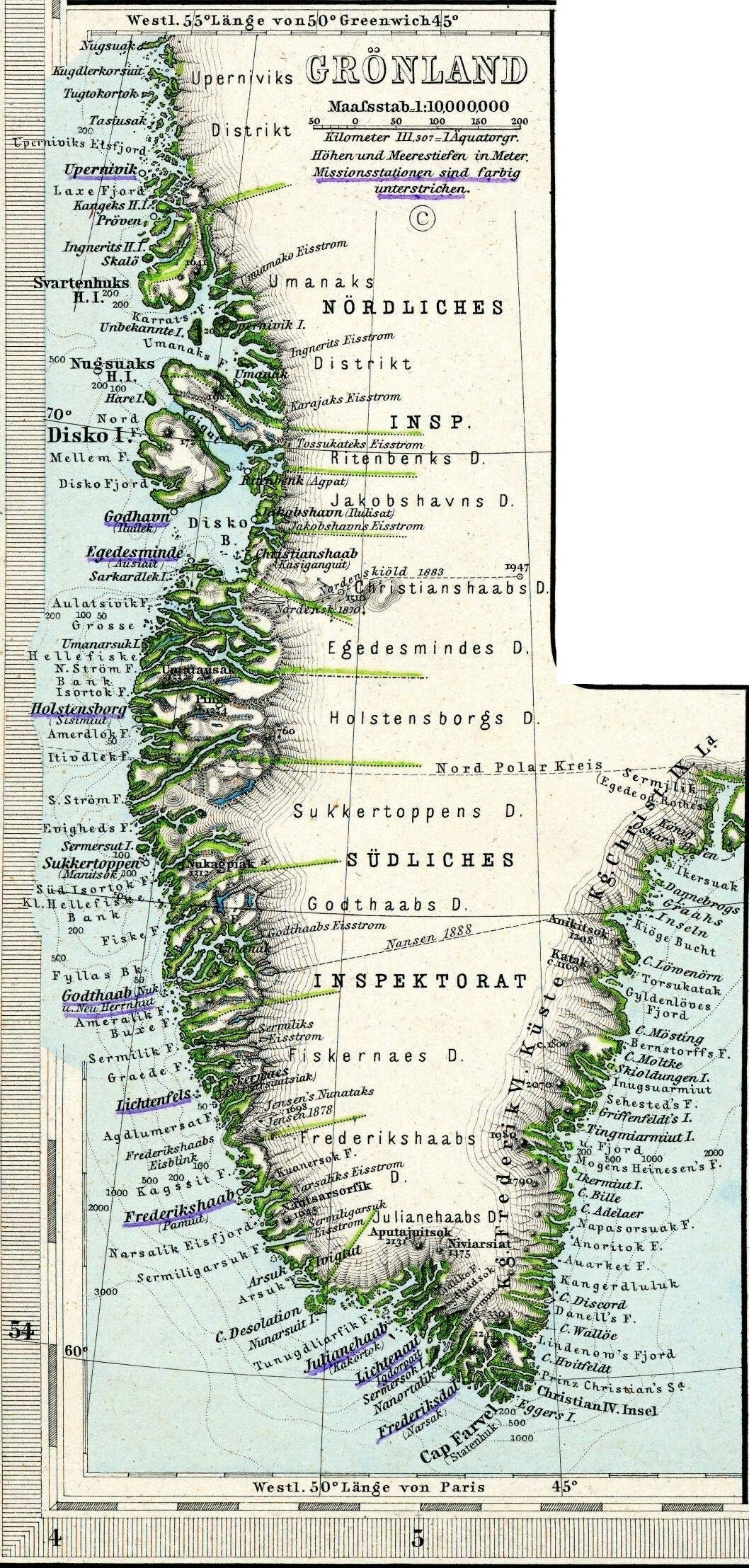
Ausschnitt aus einem Atlasblatt im Stielers Handatlas

Der Kolonialdistrikt Fiskenæsset war ein Kolonialdistrikt in Grönland. Er bestand von 1754 bis 1872.

## Lage
Der Kolonialdistrikt grenzte im Norden etwa an der kleinen Inselgruppe Nukariit (Tre Brødre) auf Höhe des Fjords Sangujaat an den Kolonialdistrikt Godthaab. Im Süden verlief die Grenze zum Kolonialdistrikt Frederikshaab am Gletscher Sioqqap Sermia (Frederikshåb Isblink).

## Geschichte
Der Kolonialdistrikt wurde 1754 gegründet, als die Loge Fiskenæsset in Qeqertarsuatsiaat errichtet wurde, um eine Zwischenstation zwischen Nuuk und Paamiut zu haben. Daraufhin erfolgte 1758 die Gründung einer zweiten Herrnhuter Missionsstation im heutigen Distrikt, nämlich die Station Lichtenfels in Akunnaat.
1782 kam es zu einer Epidemie in Qeqertarsuatsiaat, die jedoch glimpflich ausging, weil man die Bevölkerung aufteilte, wodurch verhindert werden konnte, dass alle Jäger der Gegend starben. 1800 lebten 847 Menschen in den beiden Kolonialdistrikten Godthaab und Fiskenæsset. 1850 lebten 1289 Personen in den beiden Kolonialdistrikten. 1855 lebten 418 Grönländer im Kolonialdistrikt Fiskenæsset, von denen 330 zu den Herrnhutern gehörten. Die Bevölkerung war aber äußerst arm und 1872 wurde der Kolonialdistrikt aufgelöst und die Loge in den Kolonialdistrikt Godthaab eingegliedert.

## Orte
- Akunnaat
- Kangaarsuk
- Kangerluarsussuaq
- Kangillermiut
- Qeqertarsuatsiaat
- Takisoq
- Toornat
- Uugarsiorfik